# Phil Méheux
Philip Méheux, detto Phil (Londra, 17 settembre 1941), è un direttore della fotografia inglese di origini francesi.
Membro del British Academy of Film and Television Arts, dal 2002 al 2006 è stato presidente della British Society of Cinematographers.

## Filmografia
- Quel lungo venerdì santo (The Long Good Friday), regia di John Mackenzie (1980)
- Conflitto finale (The Final Conflict), regia di Graham Baker (1981)
- Chi osa vince (Who Dares Wins), regia di Ian Sharp (1982)
- Il console onorario (The Honorary Consul), regia di John Mackenzie (1983)
- Quarto protocollo (The Fourth Protocol), regia di John Mackenzie (1987)
- Legge criminale (Criminal Law), regia di Martin Campbell (1988)
- Faccia di rame (Renegades), regia di Jack Sholder (1989)
- Highlander II - Il ritorno (Highlander II: The Quickening), regia di Russell Mulcahy (1991)
- Senza difesa (Defenseless), regia di Martin Campbell (1991)
- Ruby - Il terzo uomo a Dallas (Ruby), regia di John Mackenzie (1992)
- The Trial, regia di David Hugh Jones (1993)
- Killer Machine (Ghost in the Machine), regia di Rachel Talalay (1993)
- Fuga da Absolom (No Escape), regia di Martin Campbell (1994)
- GoldenEye, regia di Martin Campbell (1995)
- Il Santo (The Saint), regia di Phillip Noyce (1997)
- La maschera di Zorro (The Mask of Zorro), regia di Martin Campbell (1998)
- Entrapment, regia di Jon Amiel (1999)
- L'uomo bicentenario (Bicentennial Man), regia di Chris Columbus (1999)
- Amore senza confini (Beyond Borders), regia di Martin Campbell (2003)
- Il giro del mondo in 80 giorni (Around the World in 80 Days), regia di Frank Coraci (2004)
- The Legend of Zorro, regia di Martin Campbell (2005)
- Casino Royale, regia di Martin Campbell (2006)
- Beverly Hills Chihuahua, regia di Raja Gosnell (2008)
- Fuori controllo (Edge of Darkness), regia di Martin Campbell (2010)
- I Puffi (The Smurfs), regia di Raja Gosnell (2011)
- Colpi da maestro (Here Comes the Boom), regia di Frank Coraci (2012)
- I Puffi 2 (The Smurfs 2), regia di Raja Gosnell (2013)
- SpongeBob - Fuori dall'acqua (The SpongeBob Movie: Sponge Out of Water), regia di Paul Tibbitt (2015)